# РЦСДФ
Росси́йская центра́льная киновидеосту́дия хроника́льно-документа́льных и уче́бных фи́льмов (ЦСДФ) — советская и российская студия документального кино. Образована в 1927 году в Москве. Награждена орденом Красного Знамени (1944) и орденом Ленина (1971). Стала одним из учредителей Национальной премии «Лавровая ветвь» в области неигрового кино и телевидения.
В разные годы киностудия называлась:
- 1931—1933 — «Союзкинохроника»
- 1933—1940 — Московская студия кинохроники
- 1940—1944 — Центральная студия кинохроники
- 1944—1994 — Центральная студия документальных фильмов (ЦСДФ)
- с 1994 года — Российская центральная студия документальных фильмов (РЦСДФ)[2][3].

## История
История студии началась в 1927 году, когда при кинофабрике «Совкино» был создан специальный отдел кинохроники. В июле 1931 года Приказом № 92 по кино-фото объединению «Союзкино» отдел реорганизовали во Всесоюзную фабрику кинохроники «Союзкинохроника». В 1936 году фабрику переименовали в Московскую студию кинохроники. Первоначальное расположение — во 2-м Брянском переулке в бывшем здании кинокомпании И. Н. Ермольева (работники студии называли её «Брянка»). В декабре 1941 года студия переехала в здание в Лиховом переулке, освободившееся после эвакуации «Союздетфильма».
С началом Великой Отечественной войны студия объединяла киногруппы всех фронтов, а также работавших в тылу врага. Осенью 1941 года часть коллектива отправили в Куйбышев на базу Куйбышевской студии. За годы войны студией выпущены 284 номера «Союзкиножурнала», 78 номеров «Пионерии» и «Советского искусства», 102 короткометражных фильма и 41 полнометражный, среди которых «Разгром немецких войск под Москвой» (1942), «День войны» (1942), «Сталинград» (1943). В 1944—1946 годах студию возглавлял Сергей Герасимов.
На студии работали цеха: обработки плёнки, звука, осветительный, мультипликационный, механический, кинолетописи и другие.
 Со студией связана деятельность советских документалистов: Дзиги Вертова, Эсфирь Шуб, Леонида Варламова, Григория Болтянского, Ивана Белякова, Василия Беляева, Самуила Бубрика, Сергея Гурова, Якова Посельского, Михаила Посельского, Ирины Сеткиной-Нестеровой, Лидии Степановой, Михаила Слуцкого, Марка Трояновского, Романа Кармена, Ильи Копалина, Александра Медведкина и других. В разное время на студии работали: Александр Довженко, Юлий Райзман, Михаил Ромм, Сергей Юткевич и другие мастера художественного кино.
На волне перестройки в 1988 году на студии произошла очередная реорганизация — были образованы творческо-производственные объединения (ТПО): «Юность» (худ. руководитель В. Коновалов), «Риск» (худ. руководители: П. Мостовой, И. Григорьев, А. Иванкин), «Человек и время» (худ. руководитель Т. Семёнов), «Современник» (худ. руководитель А. Павлов), «Нерв» (худ. руководитель И. Гелейн) и «Отечество» (худ. руководитель Б. Карпов). В 1989 году из-за нехватки производственных площадей киностудии было передано соседнее здание — дом 4. 
В 1994 году переименована в Российскую центральную студию хроникально-документальных и учебных фильмов. В 2002 году преобразована в Российскую центральную киновидеостудию хроникально-документальных и учебных фильмов.
Решением Правительства Российской Федерации от 29 июля 2005 года здание студии в Лиховом переулке было передано Русской православной церкви. По нему студия лишалась основного здания и ещё двух строений. Временным местом размещения стали помещения в РИА Новости, а в 2009 году студия переехала в выделенное ей здание в Кулаковом переулке, 17. Несколько лет студия находилась на грани банкротства, часть фильмового архива при этом находилась в Красногорском архиве, другая — на Кулаковом переулке. 
В ноябре 2011 группа деятелей культуры (Владимир Алеников, Тофик Шахвердиев, Андрей Шемякин, Эммануил Виторган, Армен Джигарханян, Сергей Комков, Пётр Тодоровский, Максим Кармен, Геннадий Полока, Александр Кармен, Александр Голобородько) опубликовала открытое письмо Председателю Правительства России Владимиру Владимировичу Путину с просьбой о помощи студии.

Я считаю, что трагедия произошла не сегодня, а несколько лет тому назад, когда крупнейшую в стране студию документальных фильмов уничтожили, выгнав на улицу. А ведь на базе помещения в Лиховом переулке можно было создать крупнейший центр документального кино, разместить все независимые студии, проводить фестивали. Это было преступление. После этого выжить государственной студии с таким количеством обременений в нашей бюрократической системе просто невозможно.
— Виталий Манский, «Вечерняя Москва» 20 августа 2012
В конце 2014 года помещения студии в Кулаковом переулке были опечатаны. В 2015 году часть архива, связанная с административно-хозяйственной деятельностью студии, была перевезена в помещения Музея кино на территории «Мосфильма», другая часть была передана в РГАКФД. С этого момента производственная деятельность студии была остановлена. По распоряжению Росимущества от 13 октября 2015 года был установлен срок ликвидации ФГУП РЦСДФ до конца 2015 года. Окончательная ликвидация произошла в июле 2018 года. 

## Награды фильмам
Государственных премий СССР и РСФСР удостоены свыше 80 фильмов, около 200 фильмов и выпусков кинопериодики награжденны на Всесоюзных и Международных кинофестивалях.
- 1942 Сталинская премия — за фильм «Разгром немецко-фашистских войск под Москвой»
- 1943 Премия «Оскар» за лучший документальный полнометражный фильм — за фильм «Разгром немецко-фашистских войск под Москвой»
- 1960 Ленинская премия Роману Кармену за фильмы «Повесть о нефтяниках Каспия» и «Покорители моря»
- 2010 Приз за лучший документальный фильм Международного Телекинофестиваля «Профессия-журналист» в Москве — фильм «Фронтовой кинооператор Борис Соколов» Игоря Мордмилловича, Александра Сокина[13]
- 2011 Премия «Ника» за лучший неигровой фильм — за фильм «Мой друг доктор Лиза» Тофика Шахвердиева[14]

## Руководство
- Генеральный директор — Николай Ворощук (скончался 24 октября 2015)[4]
- Художественный руководитель — Владимир Алеников
- Директор по развитию, шеф-редактор — Евгений Анташкевич
- Главный продюсер — Наталья Нерушевская